# Казе Ронкадело (Форли-Чезена)
Казе Ронкадело (итал. Case Roncadello) је насеље у Италији у округу Форли-Чезена, региону Емилија-Ромања.
Према процени из 2011. у насељу је живело 51 становника. Насеље се налази на надморској висини од 22 м.